# Penya-segat

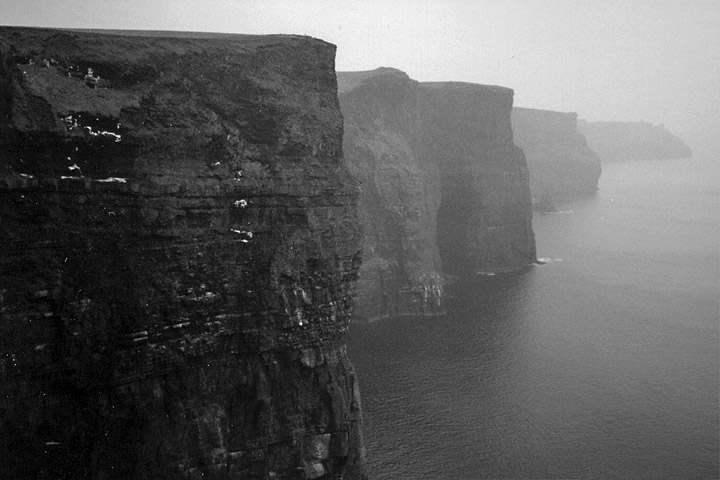
Penya-segats de Moher, a Irlanda.

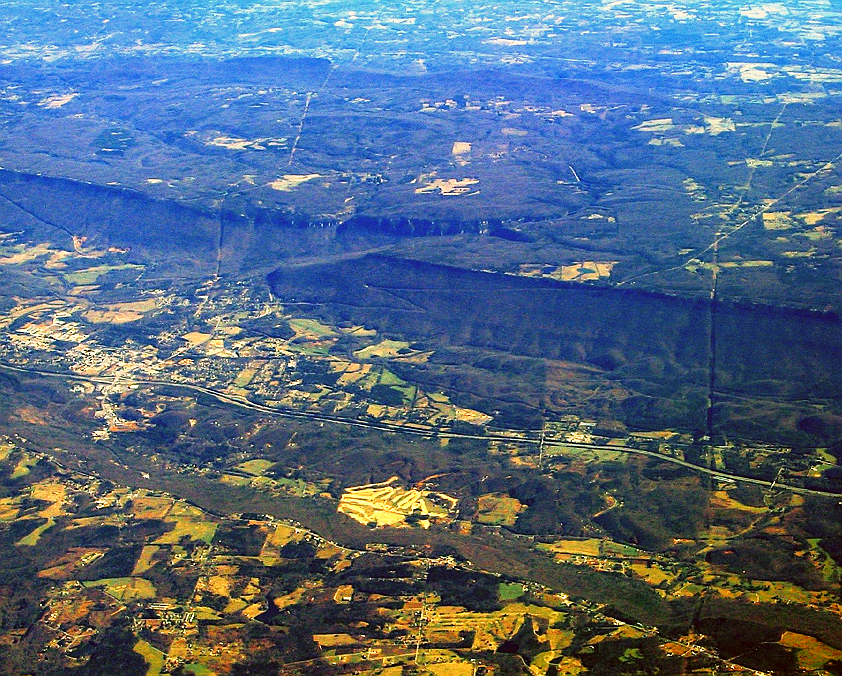
Escarp al Cumberland Plateau, Tennessee.

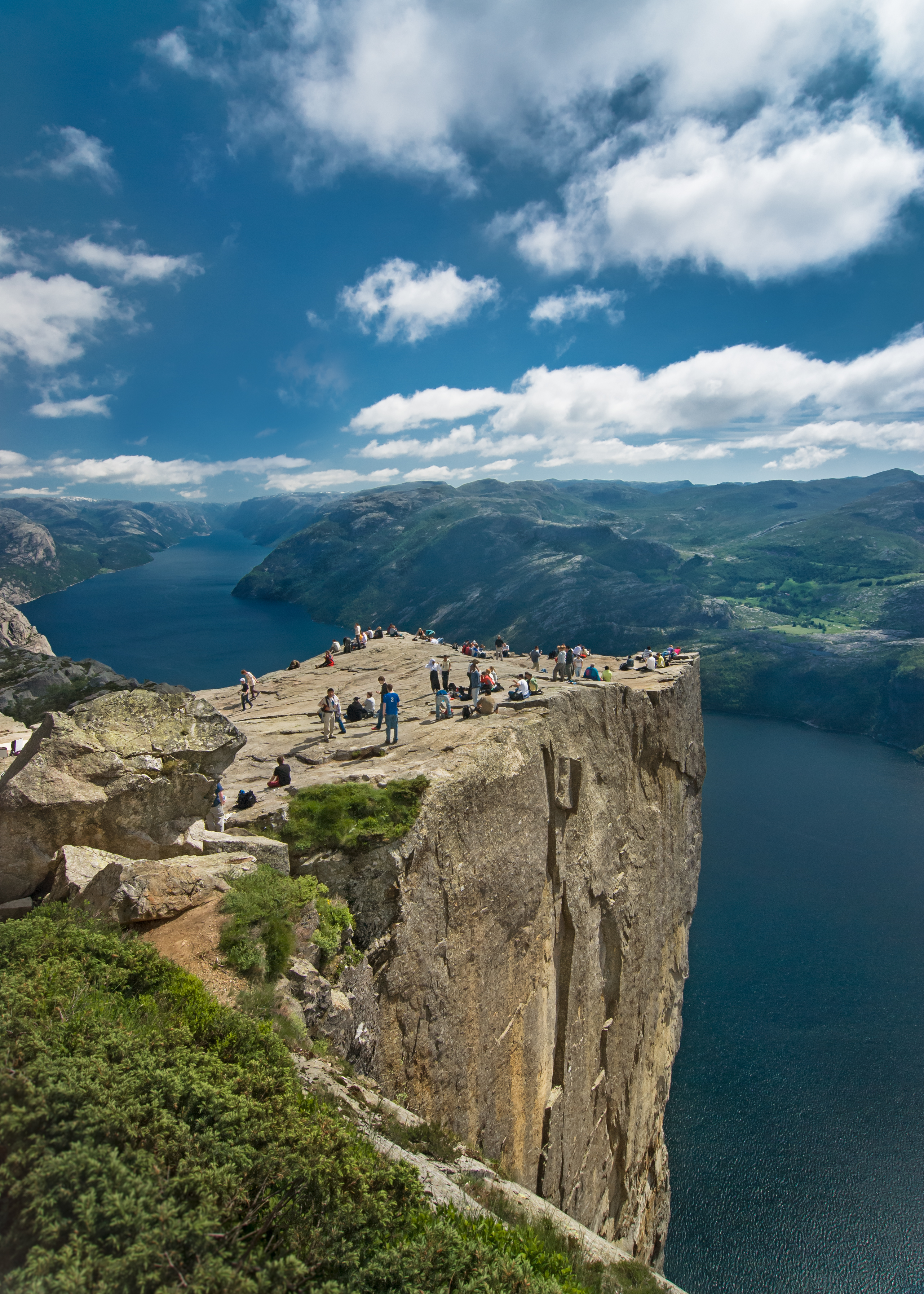
Penya-segat de Preikestolen situat sobre el Lysefjord, un fiord de Noruega

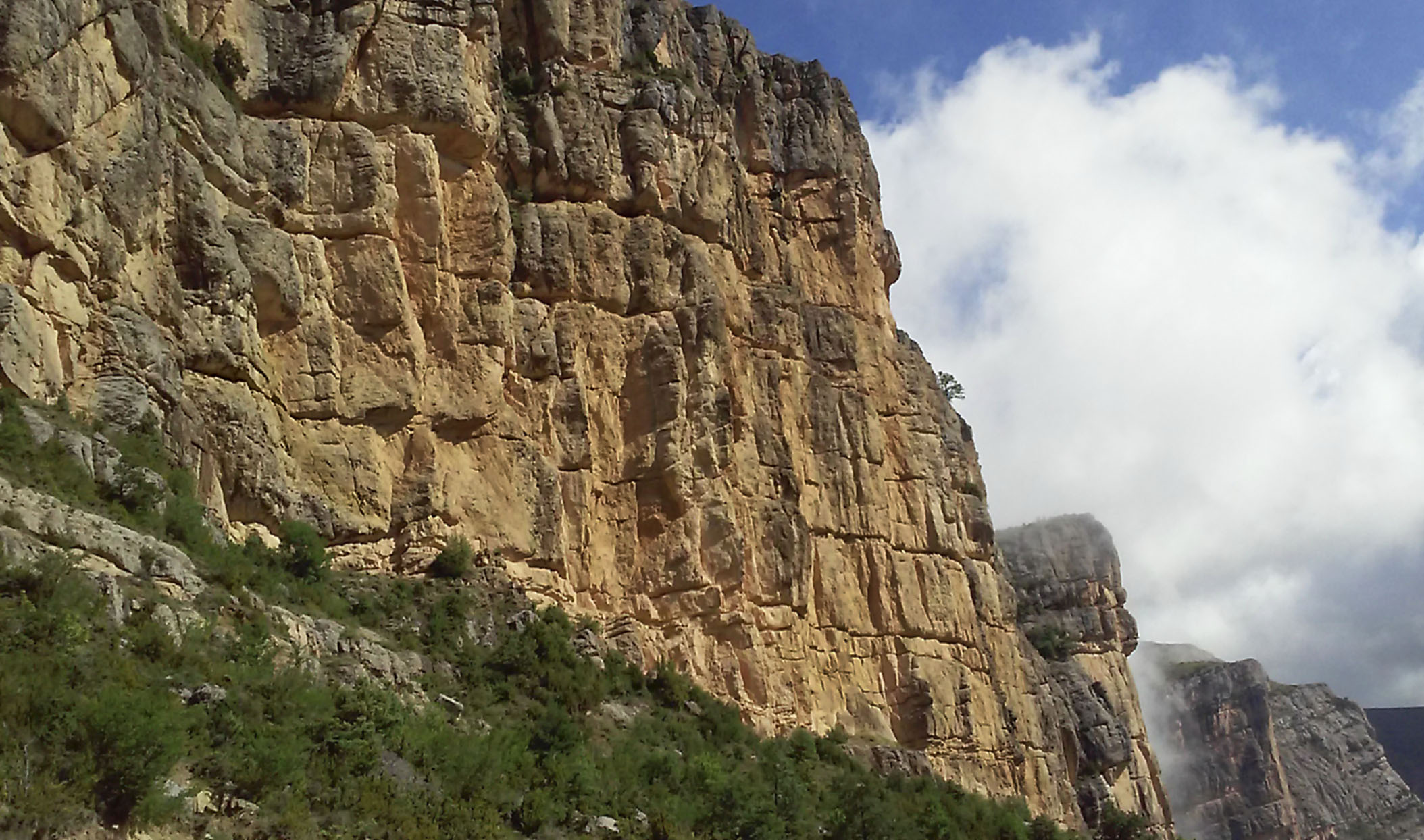
Cingles de la Serra de Sis, situats a la Baixa Ribagorça dels Prepirineus aragonesos

Un penya-segat, tallserrat o capserrat és un accident geogràfic que consisteix en un espadat rocós de forta pendent o vertical abrupta en la línia de contacte entre terra i mar. Normalment s'anomena penya-segat o tallserrat l'escarpament a les costes, però també poden ser considerats com a tals els de les muntanyes, com els cingles, així com les falles i ribes dels rius. Quan un penya-segat costaner de forma tabular arriba a grans dimensions es denomina faralló (de l'espanyol farallón). Un escarpament, espadat, tallat o fall és un cas particular de penya-segat produït per l'enfonsament parcial d'un terreny. Normalment un escarpament, ço és un declivi aspre del terreny, s'ha format pel moviment d'una falla tectònica o una ensulsiada. En alguns casos, aquest accident ha donat nom a un lloc o població, com a La Granja d'Escarp i El Pla d'Escarp, al Segrià.
Els penya-segats solen estar compostos per roques resistents a l'erosió i al desgast per l'acció atmosfèrica, generalment roques sedimentàries com la limonita, arenisca, calcària, dolomita, encara que també poden apreciar-se roques ígnies com el basalt o el granit en aquestes formacions.
La major part dels penya-segats acaben en forma de pendent en la seua base; en àrees àrides o sota grans penya-segats, el talús és generalment una acumulació de roques despreses, mentre que en àrees de major humitat, les roques del talús queden cobertes per una capa de terra compactada per la humitat, formant un sòl.
Molts penya-segats també presenten cascades i grutes excavades en la base. De vegades els penya-segats moren a la fi d'una cresta, creant estructures pètries singulars.
El penya-segat considerat com el més gran del món és la paret oriental de les Torres del Trango, en la serralada del Karakorum (Pakistan), amb 1.340 m d'altura, mentre que el major penya-segat costaner, de 1.010 m, es localitza a Kaulapapa, Hawaii.

## Activitat
Els penya-segats poden classificar-se com a:
- penya-segats actius (són els que encara presenten retrocés)[11]
- penya-segats inactius (ja no presenten retrocés gradual)[12]

## Paisatge
El paisatge de penya-segat es veu condicionat per tot un seguit de variables:
- La part del penya-segat que es troba en contacte amb el mar es veu molt condicionada per les onades. Per una banda, les onades, en impactar-hi, causen que no hi pugui aparèixer vegetació. Com a molt s'hi pot trobar un trottoir.[13][14] Per altra banda, l'impacte de les onades a la base dels penya-segats també genera un efecte erosiu que comporta el retrocés del penya-segat envers el mar. L'espai que ha retrocedit el penya-segat pot acabar comportant, durant la marea baixa, l'aparició d'una plataforma d'abrasió.

- A la paret del penya-segat és complicat arrelar-hi. És una part del penya-segat que rep molta sal i, aquest factor, afegint-hi el pendent del mateix penya-segat, provoca que només hi pugui créixer vegetació en alguns petits replans, diàclasis... La vegetació que s'hi pot trobar són plantes rupícoles, halòfiles i, sí que estan orientades cap al sud, també xeròfiles. Algunes de les més comunes són el fonoll marí (Crithmum maritimum), el limònium (Limonium sp) i la camforada (Camphorosma monspeliaca),[15] totes tres de la comunitat del fonoll marí. Solen aparèixer-hi plantes endèmiques. El pendent del penya-segat, però, no només condiciona l'establiment d'una determinada tipologia de vegetació, sinó que també dificulta la colonització d'aquest per part dels humans. Tot i això, els éssers humans han demostrat ésser capaços de saber aprofitar la gran riquesa biològica que ofereixen aquesta tipologia d'espais.

- A la part plana del penya-segat, els nivells de sal ja són força més baixos i l'amplada del sòl és més gran. Aquests factors contribueixen que, en molts casos, s'hi puguin trobar plantes pròpies dels boscos, màquies i brolles mediterrànies. La majoria d'aquestes plantes són xeròfiles. En aquesta ocasió, el pendent també hi té un paper determinant, ja que la seva absència facilita la colonització d'aquesta part del penya-segat per part dels éssers humans.

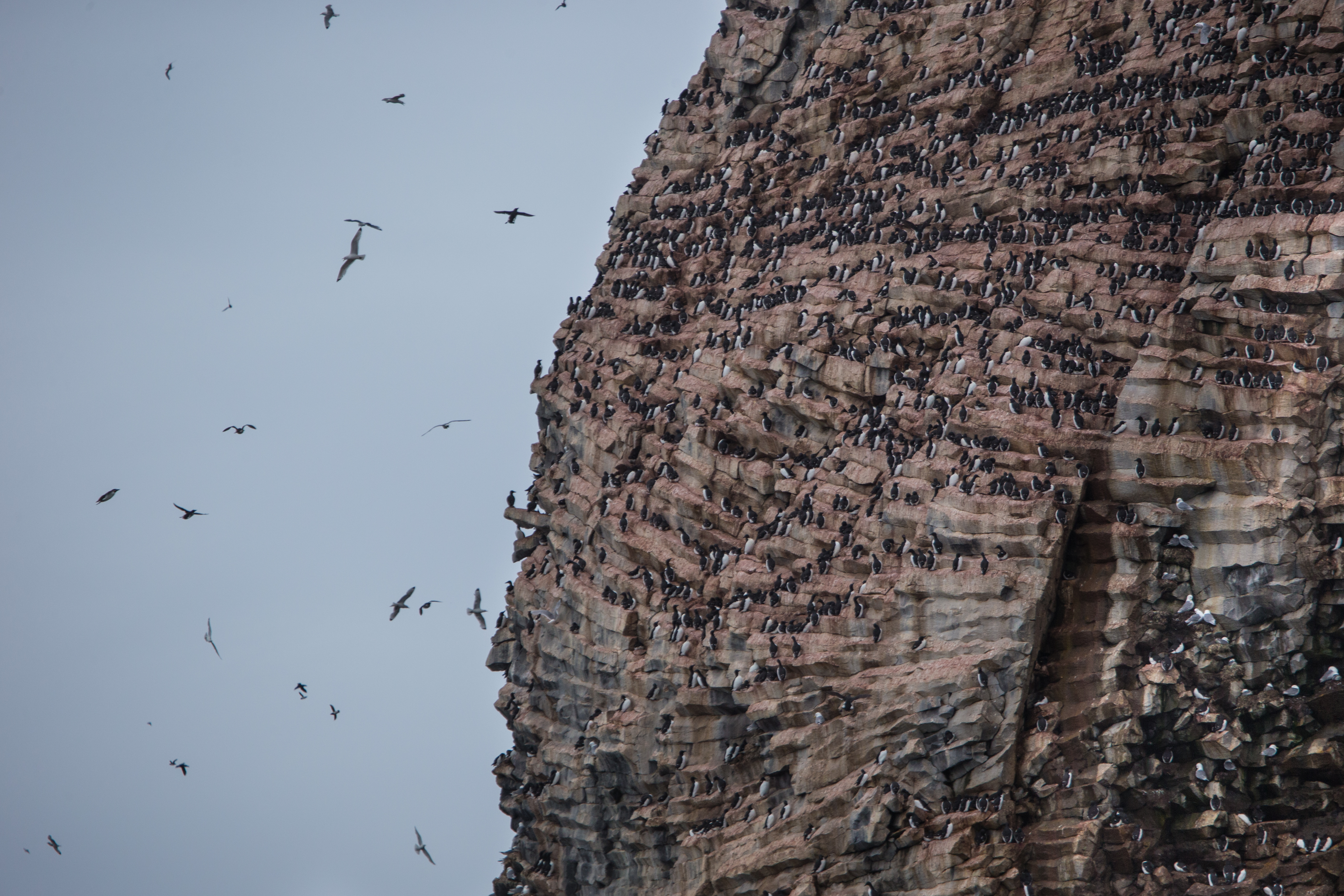
Colònia d’ocells marins al penya-segat d’Skala Rubini.

## Nidificació d’ocells marins
Molts ocells marins ponen els ous en penya-segats. Els ous reposen en les petites cornises naturals, sense cap altra protecció. Només alguns ocells predadors hi poden tenir accés. El perill de que els ous rodolin i caiguin queda molt minvat per la forma cònica que adopten les closques.

### Recol·lecció d’ous
En certs indrets és tradicional la recollida d’ous dels penya-segats per part dels humans. Aquest costum és popular a les illes Fèroe.

## El fals mite del suïcidi dels lèmmings
S'havia dit que els lèmmings se suicidaven, precipitant-se al mar des d'un penya-segat, quan es produïa una superpoblació. Això és fals i potser degut a un documental de Disney (White Wilderness & the Lemmings Death March).
Hi ha una munió de llibres i articles que donaven credibilitat al fals mite. Totalment o parcial.